# Rachecourt-Suzémont

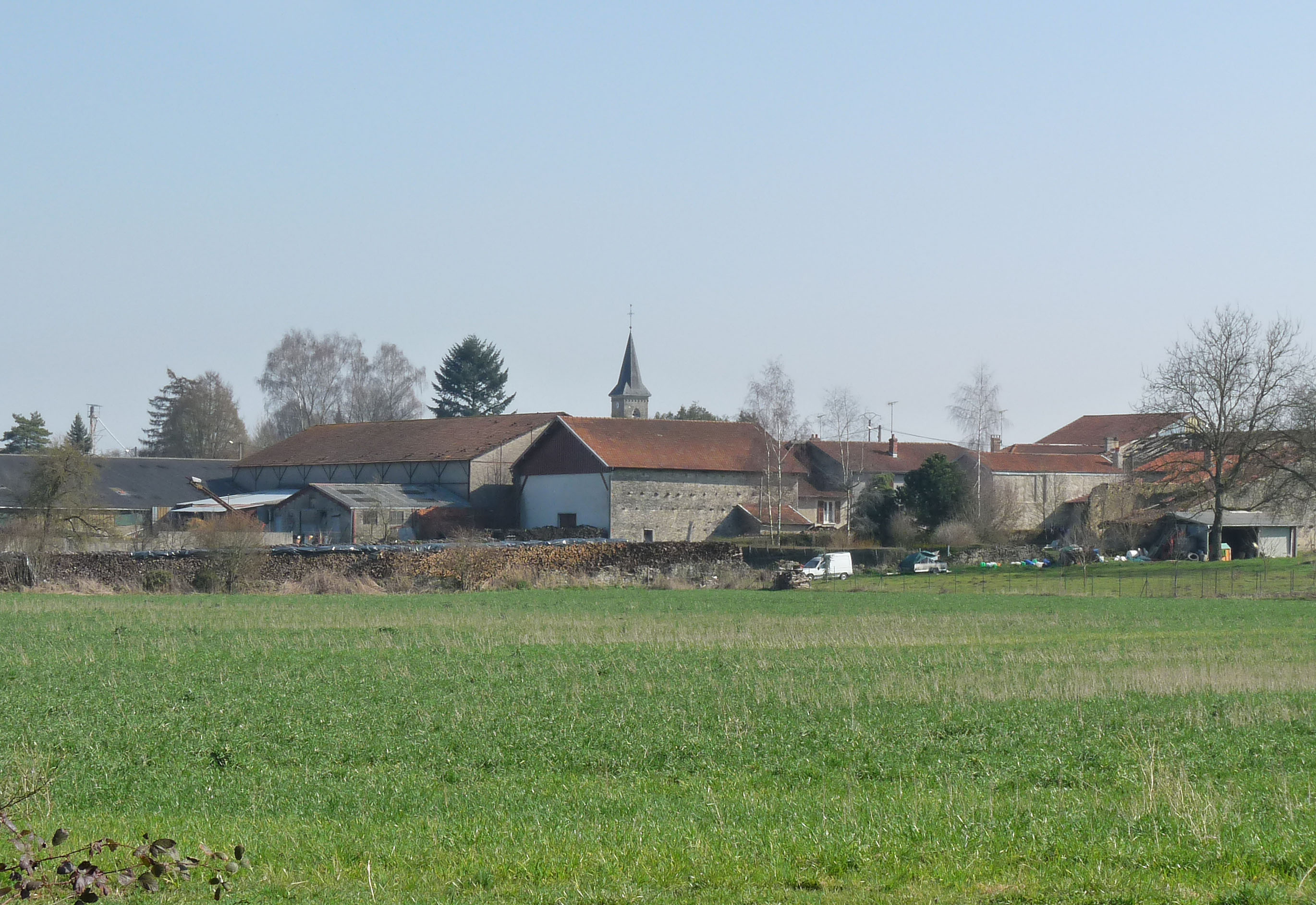
Rachecourt-Suzémont

Rachecourt-Suzémont is een gemeente in het Franse departement Haute-Marne (regio Grand Est) en telt 108 inwoners (2009). De plaats maakt deel uit van het arrondissement Saint-Dizier.

## Geografie
De oppervlakte van Rachecourt-Suzémont bedraagt 3,5 km², de bevolkingsdichtheid is dus 30,9 inwoners per km².
De onderstaande kaart toont de ligging van Rachecourt-Suzémont met de belangrijkste infrastructuur en aangrenzende gemeenten.

## Demografie
Onderstaande figuur toont het verloop van het inwonertal (bron: INSEE-tellingen).

1. ↑  Populations de référence 2022.